# Bobra Wielka
Bobra Wielka – wieś w Polsce położona w województwie podlaskim, w powiecie sokólskim, w gminie Nowy Dwór.
W latach 1975–1998 miejscowość administracyjnie należała do województwa białostockiego.
Wierni kościoła rzymskokatolickiego należą do parafii św. Jana Chrzciciela w Nowym Dworze.
Znajdował się tu kiedyś dwór, który teraz można oglądać w Białostockim Muzeum Wsi.
Jest to największy budynek znajdujący się w muzeum, a jego wiek szacuje się na ponad 200 lat. Dwór swego czasu gościł wybitne osobistości polskiej kultury i nauki, m.in. Jana Bułhaka, Tadeusza Korzona, Ignacego Paderewskiego, Wandę Miłaszewską.
W podgrodzieńskiej Bobrze Wielkiej (od około 1500 roku należącej do litewskich bojarów Syruciów) Tomaszewskich (słynnej 400-letnim „Świętym Wiązem” – rosnącym samotnie na uprawnym polu po drugiej stronie Biebrzy) – w szeroko znanym salonie kulturalnym z przełomu XIX/XX wieku i w okresie międzywojennym, bywali m.in.:
- przyjeżdżająca tam z Grodna Eliza Orzeszkowa, by zbierać dziko rosnące rośliny do zielnika,
- historyk Tadeusz Korzon – mistrz prof. Andrzeja Zahorskiego (dzięki któremu toczyły się często w Bobrze Wielkiej poważne dysputy historyczne),
- ożeniony z kuzynką Tomaszewskich – malarz Jan Stanisławski, który malował nadbiebrzańskie pola, łąki, laski, niebo, jakiego ponoć gdzie indziej nie mógł zobaczyć (zauroczony tamtejszymi krajobrazami stał się świetnym pejzażystą, twórcą swoistej malarskiej szkoły),
- Jan Bułhak (którego wileńskim następcą jest redaktor naczelny i wydawca kwartalnika z nazwą rzeki w tytule) – pierwszy z wielkich mistrzów polskiej fotografii („potrafiący najprostszymi środkami wyrazu z najpospolitszego tematu wydobyć prawdziwą poezję”; powieść Wandy Miłaszewskiej pt. „Święty Wiąz”[7], której akcja rozgrywa się w bobrzańskim dworze, ilustrowana jest fotografiami Jana Bułhaka),
- pisarka Wanda Miłaszewska, często goszczącą w dworze Tomaszewskich – przyjeżdżająca do Bobry Wielkiej na wakacje, którą łączyły z Tomaszewskimi więzy pokrewieństwa i którą zafascynował ww. stary wiąz i związana z nim legenda, opowiadana przez mieszkańców Bobry Wielkiej, która wśród przyjaznych jej ludzi, w otoczeniu pięknej przyrody pisała swoje powieści, utrwalając w nich nadbiebrzańskie pejzaże, atmosferę staropolskiego dworu, portrety związanych z dworem ludzi, miejscowe obyczaje i legendy, bohaterką jej powieści pt. „Ogrodniczka” stała się Jadwiga Tomaszewska z Bobry Wielkiej, która faktycznie oddawała się niemal bez reszty ogrodnictwu,
- wybitny botanik – Władysław Szafer,
- dyrektor rozgłośni Polskiego Radia w Wilnie – Witold Hulewicz,
- pierwszy prezydent Rzeczypospolitej, a jednocześnie kolega gospodarza ze studiów (ostatniego dziedzica Bobry Wielkiej, Tadeusza Tomaszewskiego, z tytułami inżyniera chemii po Politechnice w Karlsruhe i inżyniera rolnictwa na Uniwersytecie w Lipsku) – Gabriel Narutowicz,
- słynny aktor i reżyser – Juliusz Osterwa,
- początkujący literat – Jarosław Iwaszkiewicz…,

czyli cała plejada przedwojennych artystów, uczonych, wybitnych znakomitości.

## Zabytki
- park dworski, pocz. XIX, nr rej.:374 z 15.03.1976
- młyn wodny, pocz. XX, nr rej.:527 z 22.12.1982[9].